# Hanni El Khatib

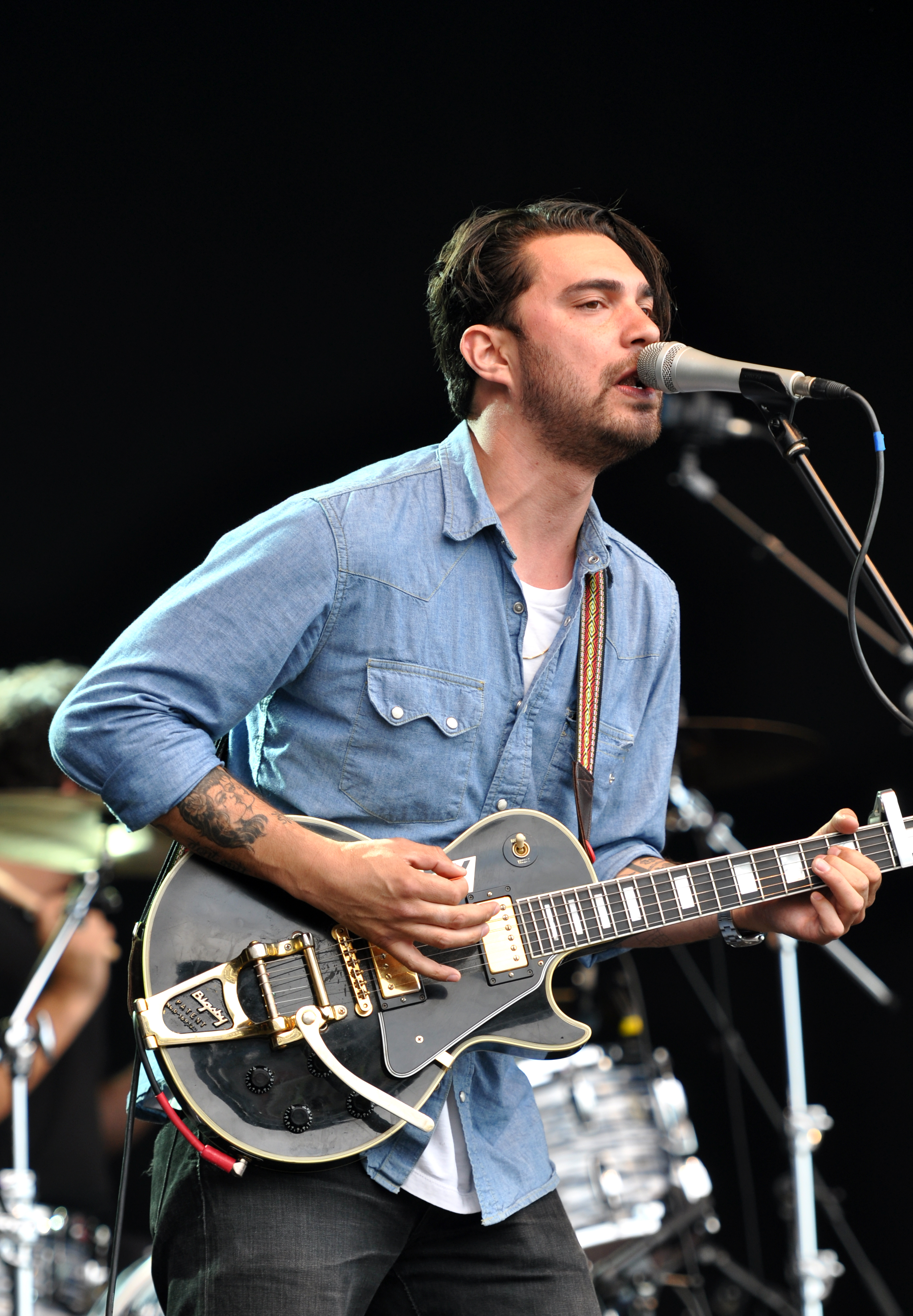
Hanni El Khatib auf dem Rock am Ring 2013

Hanni El Khatib (* 8. Juni 1981 in San Francisco) ist ein US-amerikanischer Singer-Songwriter.

## Leben und Musik
El Khatib ist palästinensischer und philippinischer Abstammung. Er wuchs in San Francisco auf, wo er ein begeisterter Skateboarder wurde. Nebenbei begann er zu musizieren und arbeitete als Kreativchef bei dem Skateboardmode-Label HUF. Inzwischen lebt er in Los Angeles.
Im Jahr 2010 veröffentlichte Khatib erstmals zwei Singles auf Innovative Leisure, einem Tochterlabel von Stones Throw Records. Sein Debütalbum Will the Guns Come Out folgte am 27. September 2011. Es enthält acht eigene Lieder und drei Coversongs. Sein zweites Album Head in the Dirt wurde von Dan Auerbach von den Black Keys produziert und 2013 veröffentlicht.
Zu den Einflüssen von Khatibs Musikstil zählen Garage Rock, Blues, Doo Wop und R&B. Er selbst beschreibt seine Songs als „Messerkampf-Musik“ (englisch knife-fight music) und sagt, sie sei „für alle, auf die schon mal geschossen wurde oder die schon mal von einem Zug angefahren wurden“ (englisch for anyone who has ever been shot or hit by a train).

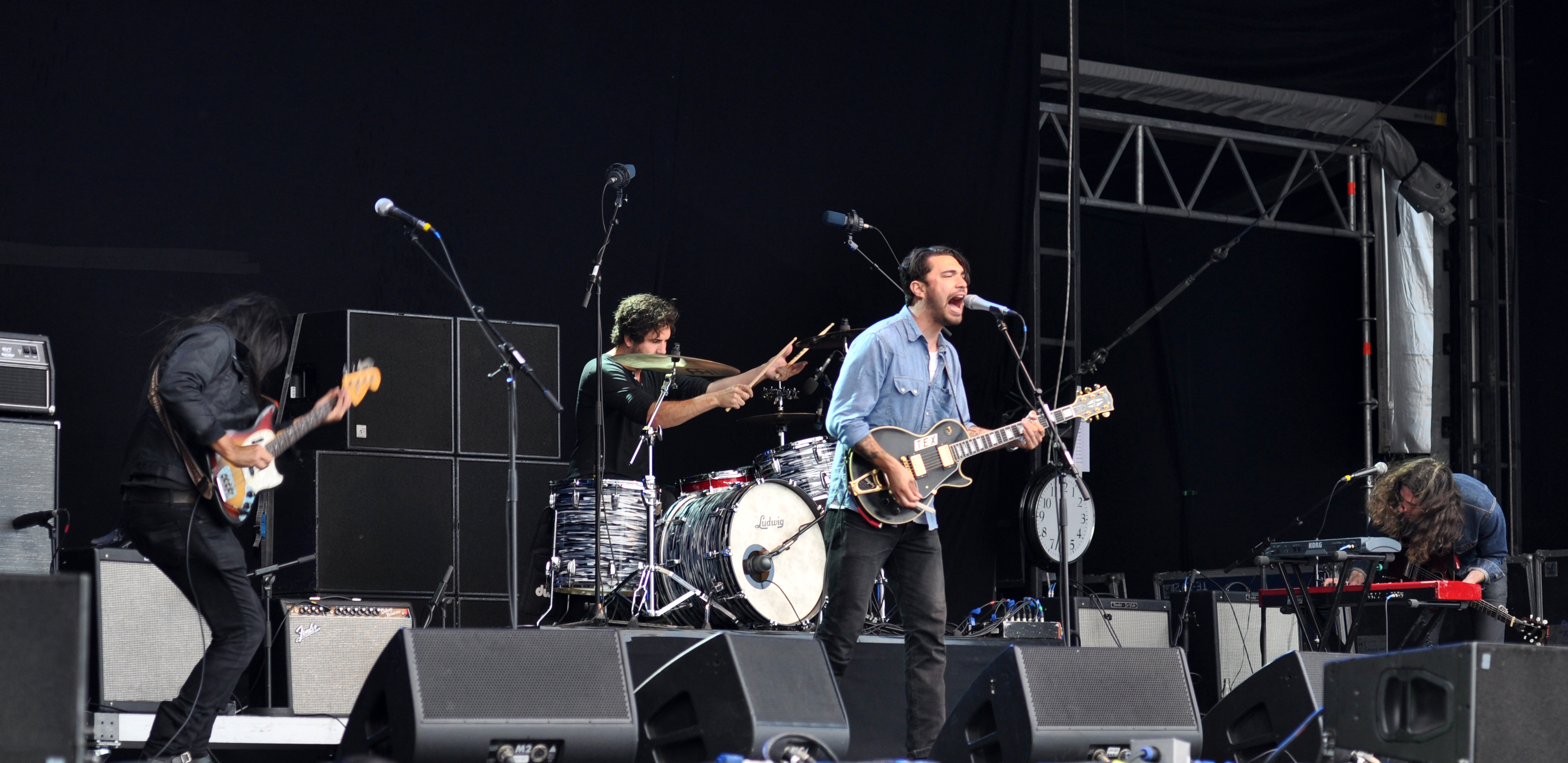
Hanni El Khatib mit Liveband beim Rock am Ring 2013

Bei Liveauftritten wird er von dem Schlagzeuger Ron Marinelli, dem Bassisten Adrian Rodriguez und dem Gitarristen und Keyboarder Hayden Tobin begleitet. Die Band trat beim South-by-Southwest-Festival im März 2011, beim Bonnaroo Music Festival im Juni 2011, beim Shaky-Knees-Festival im Mai 2013 und als Vorband von Florence and the Machine auf.

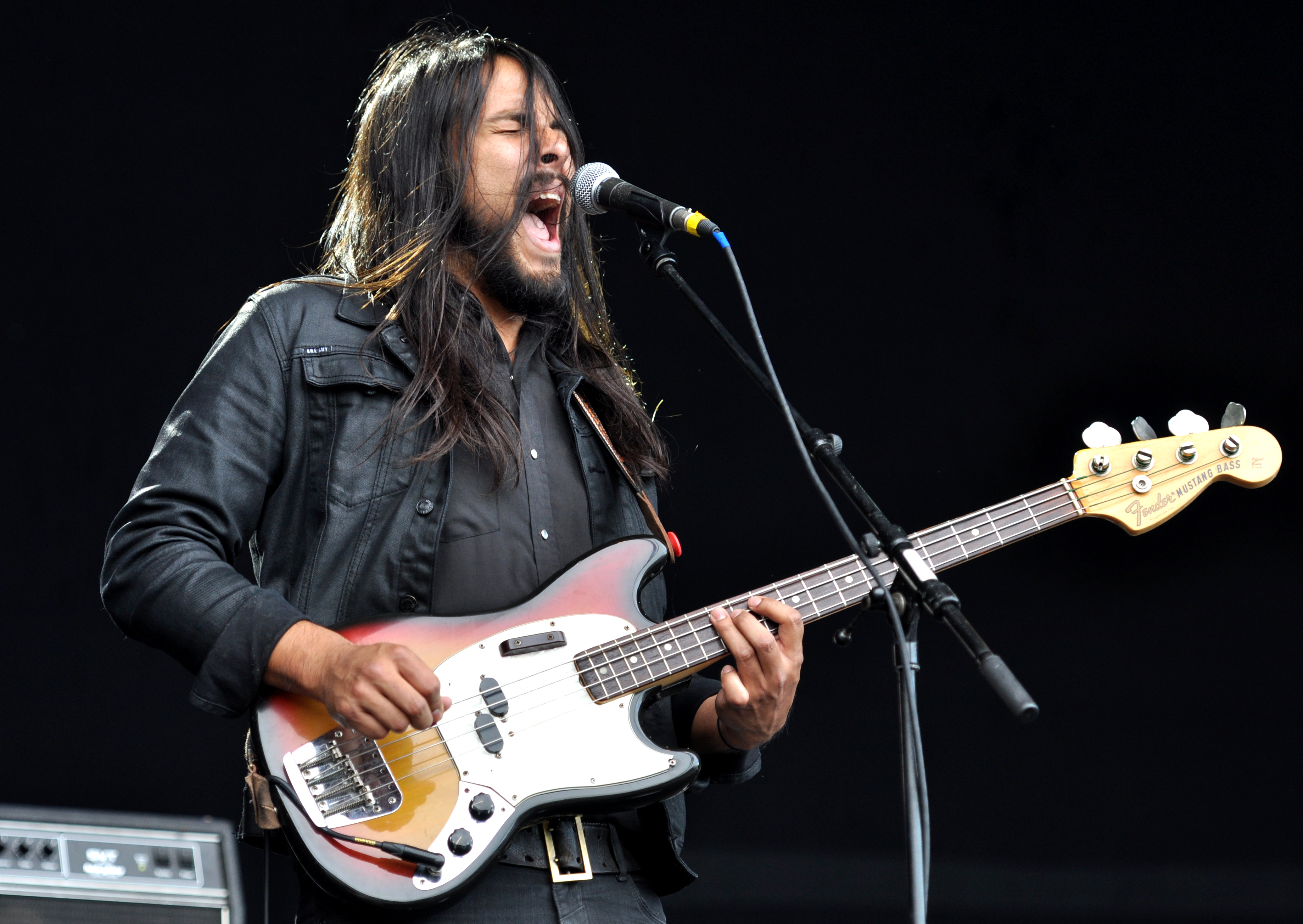
Adrian Rodriguez
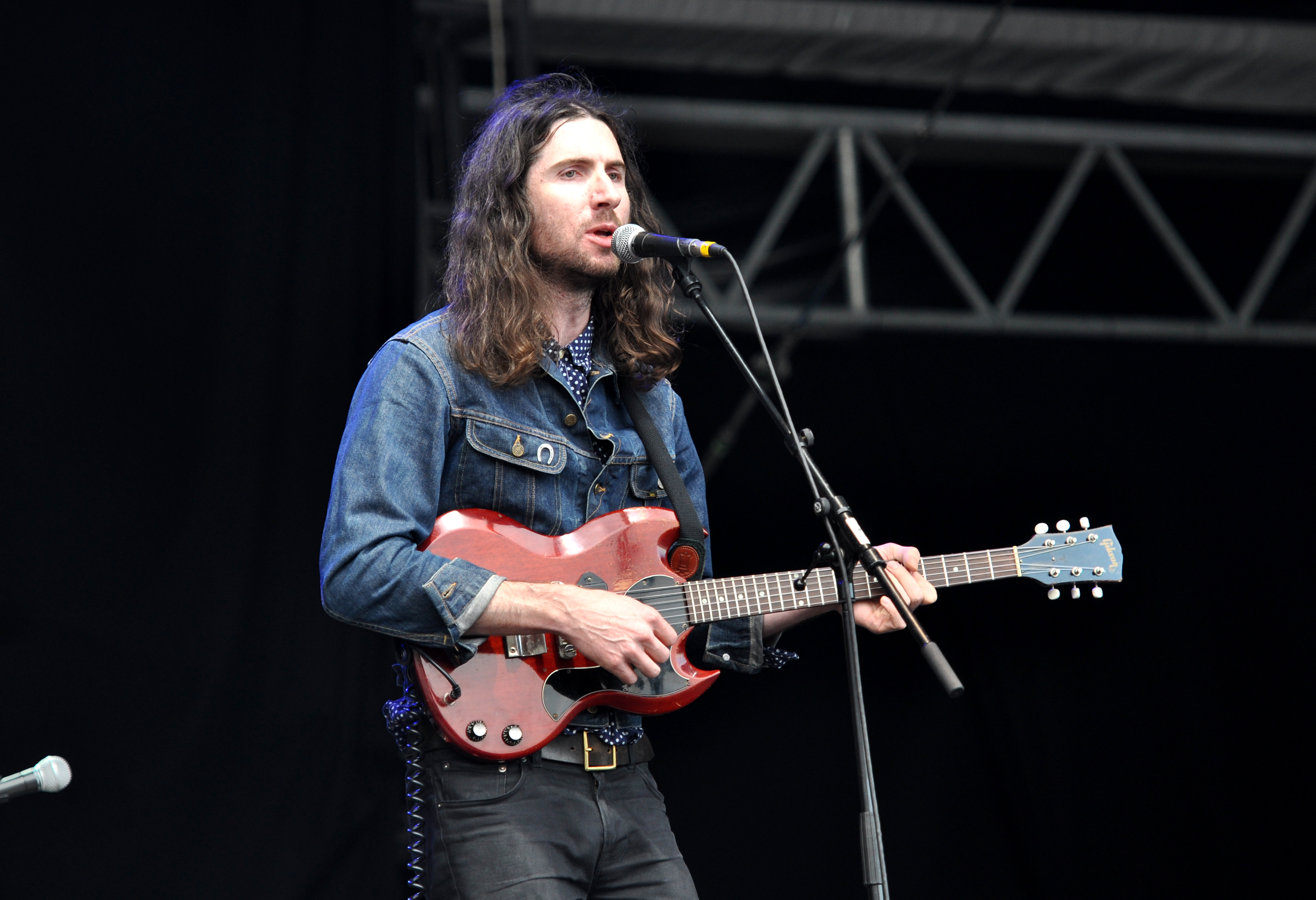
Hayden Tobin
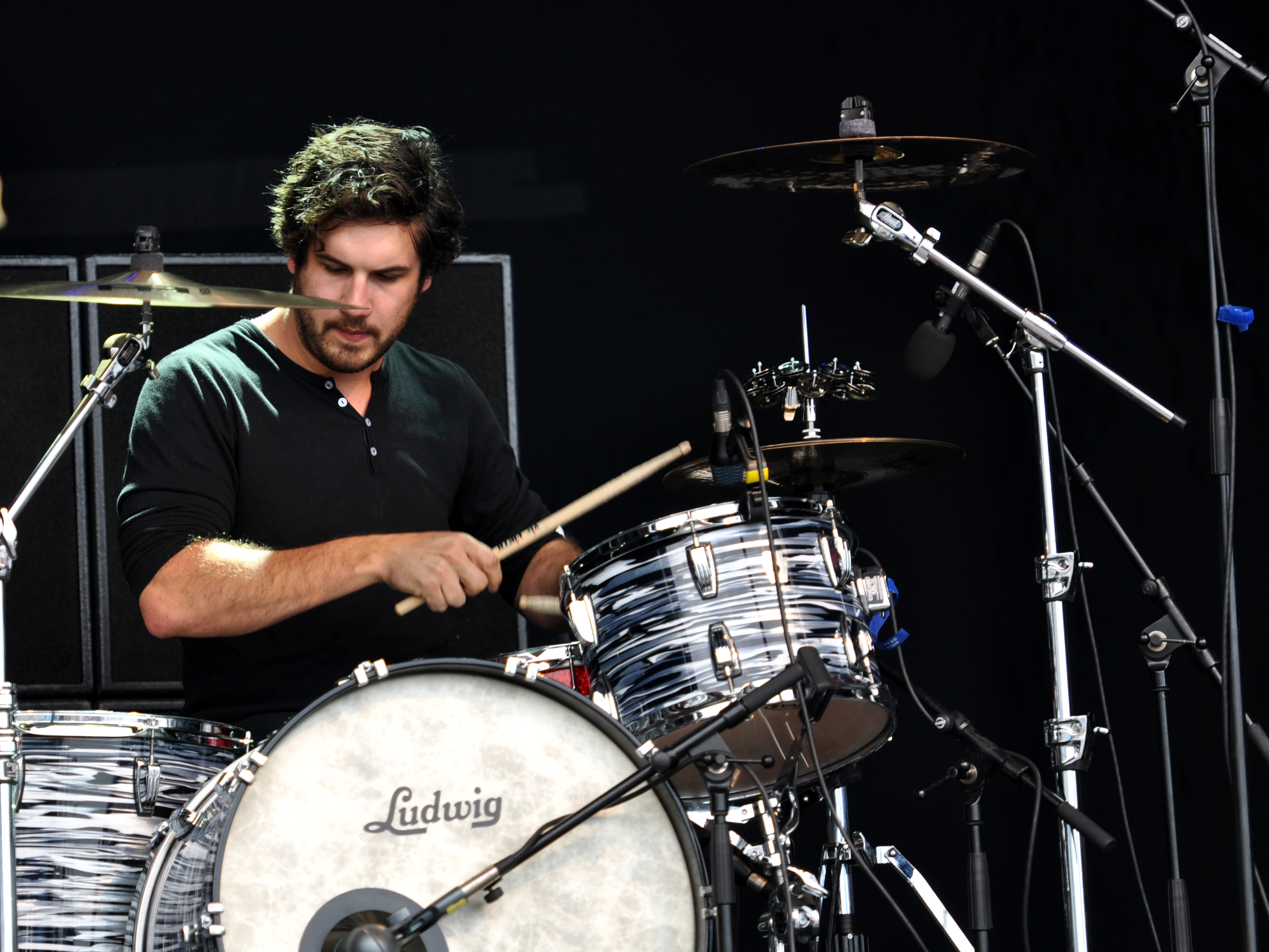
Ron Marinelli

## In der Populärkultur
El Khatibs Musik wurde in zahlreichen Serien verwendet, darunter Suits, Hung, Californication, The Blacklist und die BBC-Serie Luther. Der Song Build. Destroy. Rebuild. wurde in der Episode "Charity Case" der Serie Dr. House verwendet, der Song You Rascal You im Trailer zur ersten Staffel von Low Winter Sun, Family in dem Videospiel NHL 14 und I Got A Thing im Videospiel The Crew.

## Diskografie

### Alben
- 2011: Will the Guns Come Out
- 2013: Head in the Dirt
- 2015: Moonlight
- 2017: Savage Times

### Singles
- 2010: Dead Wrong
- 2010: Build. Destroy. Rebuild.
- 2012: Human Fly | Roach Cock
- 2013: Skinny Little Girl | Pay No Mind
- 2013: Family | Penny